# Уайзмэн, Николас Патрик
Николас Патрик Стефан Уайзмэн (англ. Nicholas Patrick Stephen Wiseman; 2 августа 1802, Севилья, королевство Испания — 15 февраля 1865, Лондон, Соединённое королевство Великобритании и Ирландии) — английский кардинал. 

## Биография
Титулярный епископ Милопотамо и коадъютор апостольского викария Центрального округа и президент Оскотт-колледжа с 22 мая 1840 года по 2 сентября 1847 года. Про-апостольский викарий Лондонского округа со 2 сентября 1847 года по 28 июля 1848 года. Коадъютор, с правом наследования, апостольского викария Лондона с 28 июля 1848 года по 18 февраля 1849 года. Апостольский викарий Лондона с 18 февраля 1849 года по 29 сентября 1850 года. Архиепископ Вестминстера с 29 сентября 1850 года по 15 февраля 1865 года. Апостольский администратор Саутворка с 29 сентября 1850 года по 27 июня 1851 года. Кардинал-священник с 30 сентября 1850 года, с титулом церкви Санта-Пуденциана с 3 октября 1850 года.
Занимался также литературной деятельностью. Наиболее известным стал его исторический роман «Фабиола» (1854) о жизни раннехристианских общин в Древнем Риме. При этом автор использует знания о римской истории, приобретённые им в юности во время обучения в Риме. «Фабиола» была переведена на многие языки, в том числе неоднократно и на русский. В своё время большой ажиотаж вызвала его переписка с Сидни леди Морган по каноническому вопросу о римской кафедре Святого Петра.
Похоронен в Вестминстерском соборе.
Портрет кардинала написал художник Эдуардо Кано де ла Пенья.